# Хотимирка
Хотимирка (пол. Chocimirka) — річка в Україні, у Тисменицькому й Городенківському районах Івано-Франківської області у Галичині. Права притока Дністра, (басейн Дністра).

## Опис
Довжина річки 17 км, похил річки 5,5  м/км, площа басейну водозбору 187 км², найкоротша відстань між витоком і гирлом — 13,96  км, коефіцієнт звивистості річки — 1,22 . Формується притоками, багатьма безіменними струмками та загатами. Річка тече на Покутті.

## Розташування
Бере початок на північно-східних схилах гори Пужницької (386 м) у листяному лісіна південно-східній стороні від села Пужники . Тече переважно на північний схід через Хотимир, Жабокруки, Гарасимів і у селі Незвисько впадає у річку Дністер.

## Притоки
- Вікна, Чортовець, Воронів (праві)[1].

## Цікавий факт
- У XIX столітті на річці було 3 водяних млина. Понад річкою стояло багато фігурних хрестів, а у селах, що розміщувалися над річкою були православні церкви[4].
- у селах Хотимир та Незвисько річку перетинають автошляхи Т 0904 та Р20.